# Оберишин Ілля Степанович
Ілля (Ілько) Степанович Оберишин (псевдо: «Стецько», «Кобзар», «Охрім», «Р-5»; 1921, с. Потік, Рогатинський повіт — 11 листопада 2007, м. Тернопіль) — український партизан, воїн Української повстанської армії, який не здався у полон і провів у підпіллі 40 років. Борець  за незалежність України у ХХ сторіччі.

## Життєпис
Народився в 1921 році в селі Потік Рогатинського повіту на Станіславщині.

### Навчання
Навчався в Рогатинській гімназії. В 17 років став членом «Юнацтва» ОУН, де йому було доручено антинікотинову та антиалкогольну агітацію.
З приходом Червоної армії в 1939 році вступив на фізико-математичне відділення Львівського університету. Після початку масових арештів серед студентів, покинув навчання та пішов учителювати.

### В ОУН та УПА
У 1941 році став членом Організації Українських Націоналістів, отримав псевдо «Стецько» на честь одного з лідерів Організації, Ярослава Стецька. В 1941 знову поїхав навчатися, але тепер поступив до Львівського медінституту. ОУН доручила йому діставати медикаменти для підпілля. На початку квітня 1944 перейшов до підпілля ОУН. Незабаром його перевели до допоміжної структури УПА «Український Червоний Хрест». Після відповідного вишколу його призначили обласним провідником УЧХ. На початок 1947 медична служба була розформована, після чого він став членом референтури Служби безпеки (СБ) при Тернопільському обласному проводі ОУН.
З вересня 1947 — надрайоновий провідник ОУН і надрайоновий СБ у Збаразькому районі, з 1951 втрачає зв'язок із керівництвом і діє самостійно. Був на нелегальному становищі сорок років, не маючи будь-якого радянського документа. Легалізувався тільки 3 грудня 1991 року. Жив у Тернополі. Був головою обласного «Меморіалу».
Помер 11 листопада 2007 року в Тернополі.
Жінка — Емілія Турчин (1928 – 9 червня 2018). Син — Аркадій.
Цитати з інтерв'ю Іллі Оберишина газеті «Независимость» від 9 травня 1997 року:

| ...У 1951 році друзі мої загинули. Я залишився сам, без будь-яких зв'язків. Ходив на запасні пункти зустрічей — але й там ніхто не з'являвся, і там усі загинули. І тоді я вирішив піти у глибоке підпілля. Порвав усі зв'язки з цивільними людьми, з якими був зв'язаний під час визвольної боротьби. Зберіг зв'язки лише з тими з них, кому довіряв на сто відсотків... ...Сорок років я не спав у ліжку. Постійно кочував з місця на місце. В області нема такого села, де би я не ховався. Влітку в селянському одязі — на базарах Тернополя, а взимку — де доведеться, в основному на горищах, у соломі. Адже до хати не можна було заходити ні до кого — там з'явилися зяті, невістки, онуки... ...Вони нюхом чули, що я живий, і не припиняли пошуки до останніх днів існування КГБ. Та як лише 3 грудня 1991 року в першому випуску новин по радіо почув результати українського референдуму — зрозумів, що не їх величезна сила, а я, одинокий, змучений — переміг. Перемогли мої товариші, які віддали життя за Україну... |

## Нагороди
Указом Президента України № 958 від 10 жовтня 2007 Іллю Оберишина нагороджено орденом «За заслуги» III-ступеня.